# Collection Demidoff
La collection Demidoff, appelée en son temps collection San Donato, est une collection d'œuvres d'art du XIXe siècle.

## Histoire
Constituée par Nicolas Demidoff (1773-1828) et considérablement enrichie par son fils Anatole Demidoff, prince de San Donato, elle était principalement conservée à la villa San Donato, près de Florence (Italie), où quatorze salles lui étaient consacrées.
Lorsque Paul Pavlovitch Demidoff, neveu et héritier d'Anatole, se sépara de la villa, la collection fut dispersée en plusieurs vacations :
- Paris, 1863 ;
- Paris, 26 boulevard des Italiens, 21 février 1870, 3 mars 1870 ;
- Villa San Donato, 15 mars 1880 et jours suivants.

Le marquis d'Hertford acquiert une large partie de la collection qu'il lègue à Richard Wallace. La Wallace Collection, musée musée londonien constitué en 1897 à la suite du don, par Lady Wallace, de l'héritage de son époux, compte 78 œuvres de cette collection.
La collection a fait l'objet de plusieurs catalogues avant dispersion, ce qui permet d'en mesurer l'étendue. Les objets ont été traduits en gravures par entre autres Edmond Ramus.

## La collection

### Tableaux

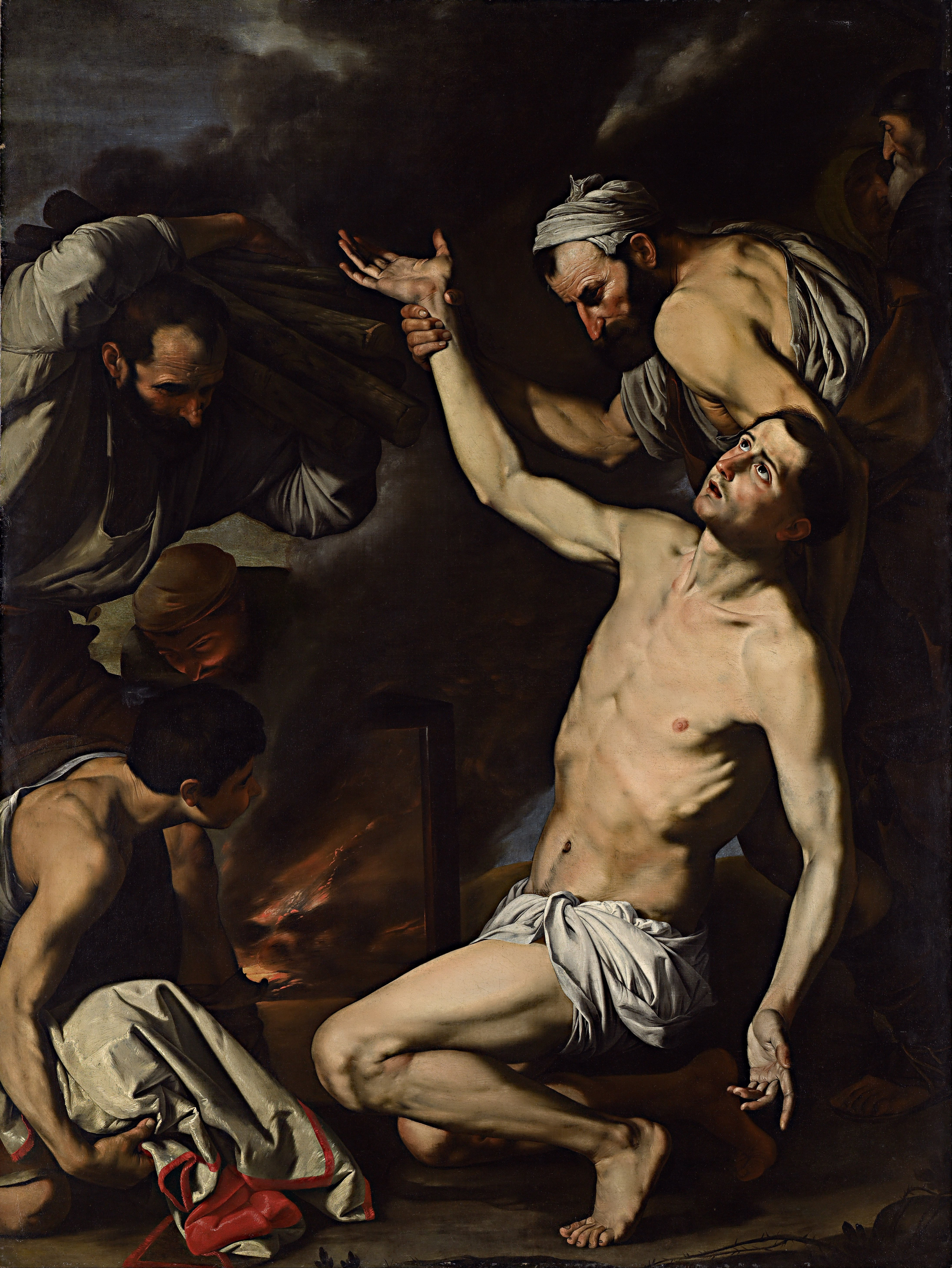
Jusepe de Ribera, Le Martyre de saint Laurent.

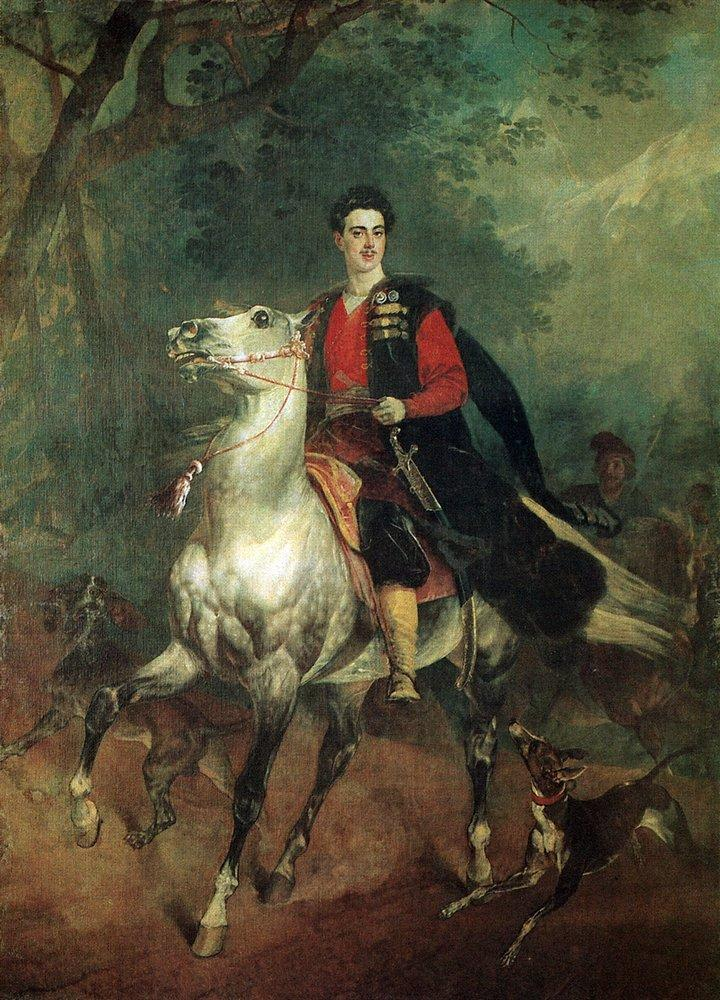
Karl Brioullov, Portrait équestre d'Anatole Demidoff, 1831.

| Auteur/mouvement               | Œuvre | Date      | Lieu d' exposition                        |
| ------------------------------ | --- | --------- | ----------------------------------------- |
| Karl Brioullov                 | Portrait équestre d'Anatole Demidoff, prince de San Donato                                                                               | 1831      | Palazzo Pitti, Galerie Palatine, Florence |
| Camille Corot                  | Orphée |           |                                           |
| Carlo Crivelli                 | La Vierge et l'Enfant entourés de saints Retable-lambris, ou polyptyque origine du maître-autel de l'église San Domenico à Ascoli Piceno | 1476      | Londres, National Gallery,                |
| Eugène Delacroix               | Christophe Colomb et son fils à La Rábida hst. 90,3 × 118 cm, commandé par Anatole Demidoff                                              | 1838      | Washington, National Gallery of Art       |
| Paul Delaroche                 | L'Exécution de Lady Jane Grey acquis par Anatole Demidoff au Salon de 1834.                                                              |           |                                           |
| École allemande du XVIe siècle | Portrait de femme hsp. 44,2 × 31,7 cm, acquis par Nicolas Demidoff                                                                       |           | Washington, National Gallery of Art       |
| François Marius Granet         | La Mort de Poussin acquis par Anatole Demidoff en 1833.                                                                                  |           |                                           |
| Hans Memling                   | Le calice de Saint Jean l'Évangéliste hsp. 30,2 × 23 cm, c.                                                                              | 1470-1475 | Washington, National Gallery of Art       |
| Hans Memling                   | Sainte-Véronique hsp. 30,3 × 22,8 cm | 1470-1475 | Washington.                               |
| Rembrandt van Rijn             | Lucrèce |           | National Gallery of Art                   |
| Jusepe de Ribera               | Martyre de saint Laurent acquis en 1836 par Anatole Demidoff                                                                             |           | National Gallery of Victoria              |
| Pierre-Paul Rubens             | Paysage avec laitières et vaches | c. 1616   | Musée Liechtenstein , Vienne              |
| John Singer Sargent            | Portrait de la princesse Demidoff huile sur toile, 167,6 cm × 96 cm                                                                      | 1895-1896 | musée d'art de Toledo, Ohio               |
| Gerard Terborch                | La Paix de Munster | 1648      | Londres, Wallace Collection               |
| Diego Velasquez                | Philippe IV |           | Londres, National Gallery                 |
| Jan Vermeer van Delft          | Le Géographe acquis en 1872 par Paul Pavlovitch Demidoff                                                                                 | c. 1668   |                                           |

### Sculptures

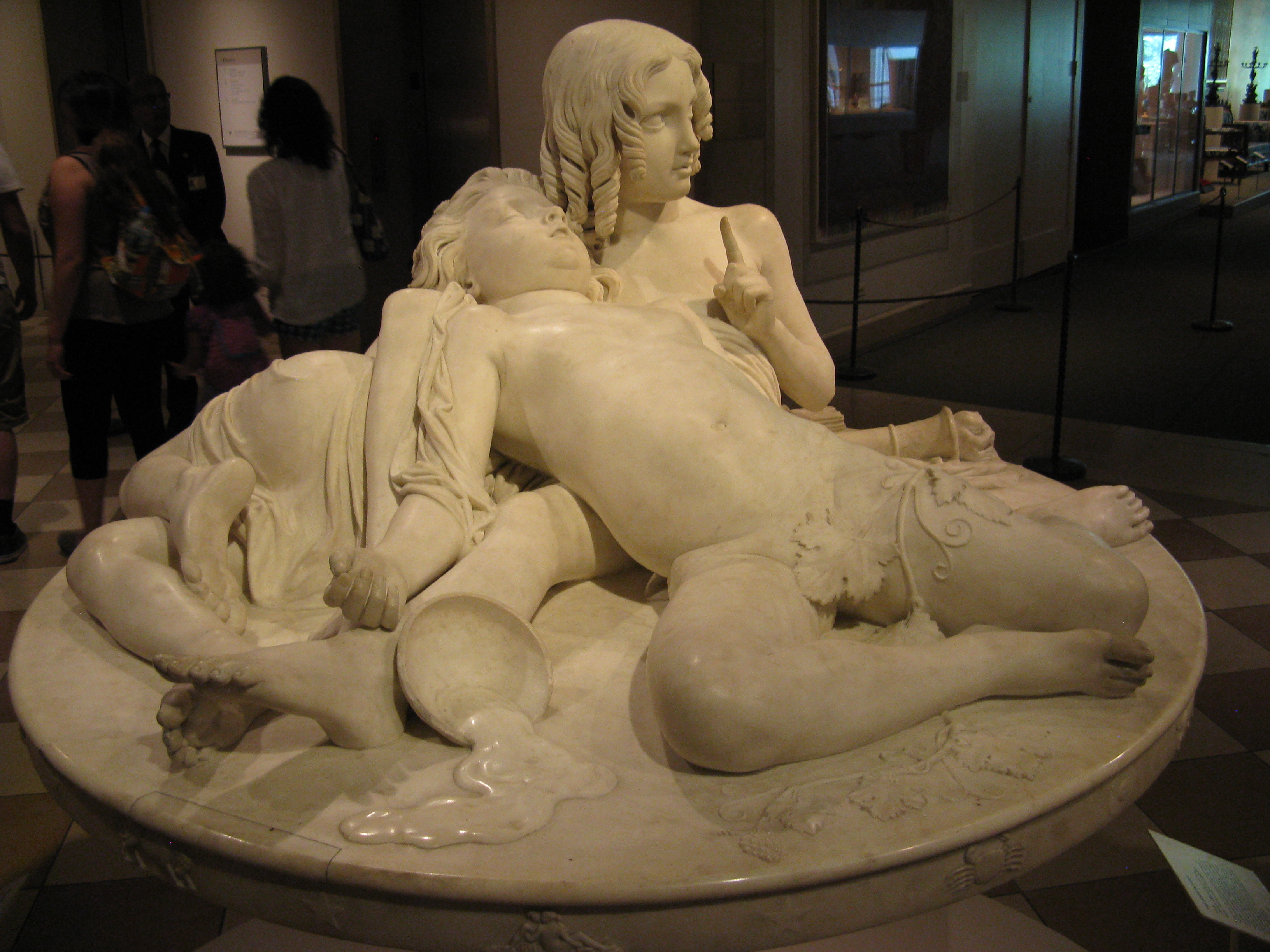
Lorenzo Bartolini, La Table aux Amours.

| Auteur/mouvement      | Œuvre | Date | Lieu d' exposition                   |
| --------------------- | --- | ---- | ------------------------------------ |
| Lorenzo Bartolini     | La Table aux Amours dite aussi Table Demidoff marbre, 137,2 cm × 162,6 cm commandée par Anatole Demidoff en 1845 |      | New York, Metropolitan Museum of Art |
| Antonio Canova        | Madame Mère marbre |      |                                      |
| Ferdinand Barbedienne | Réplique partielle (huit panneaux au lieu de dix) de la paire des secondes portes (portes Nord) du Baptistère de Florence de Lorenzo Ghiberti bronze doré, concours de 1401 le modèle réduit fut présenté à l'exposition universelle de Londres de 1851. Les portes constituaient l'entrée de la chapelle de la Villa San Donato. L'œuvre d'art a été réalisée au bout de trois ans de travail, et coûté l'équivalent de 20 000 dollars de l'époque, à Anatole Demidoff. Vendue le 15 mars 1880, elle a été revendue aux enchères publiques à Paris, le 12 mars 2014. |      |                                      |

### Arts décoratifs

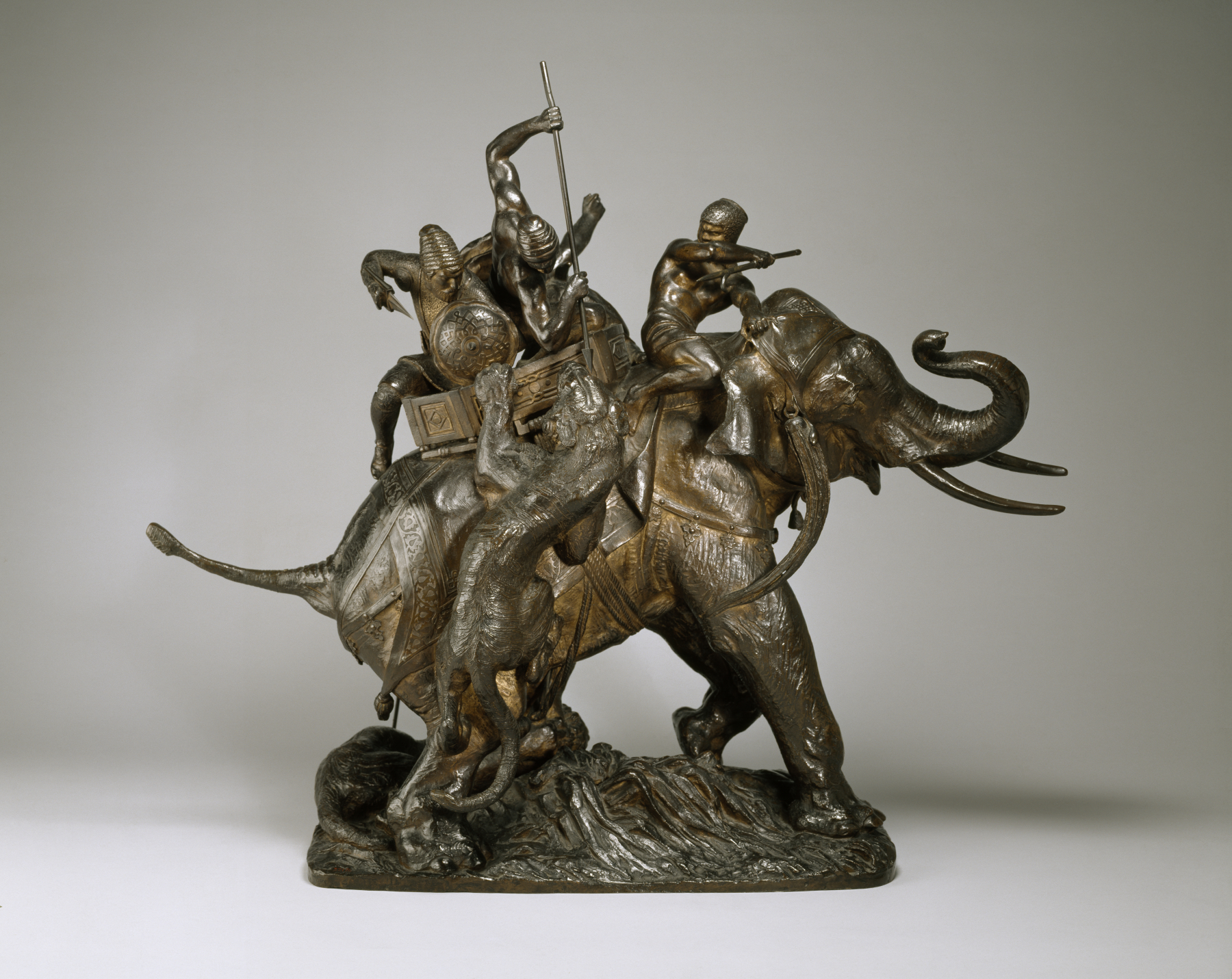
Surtout de table : La Chasse du tigre.

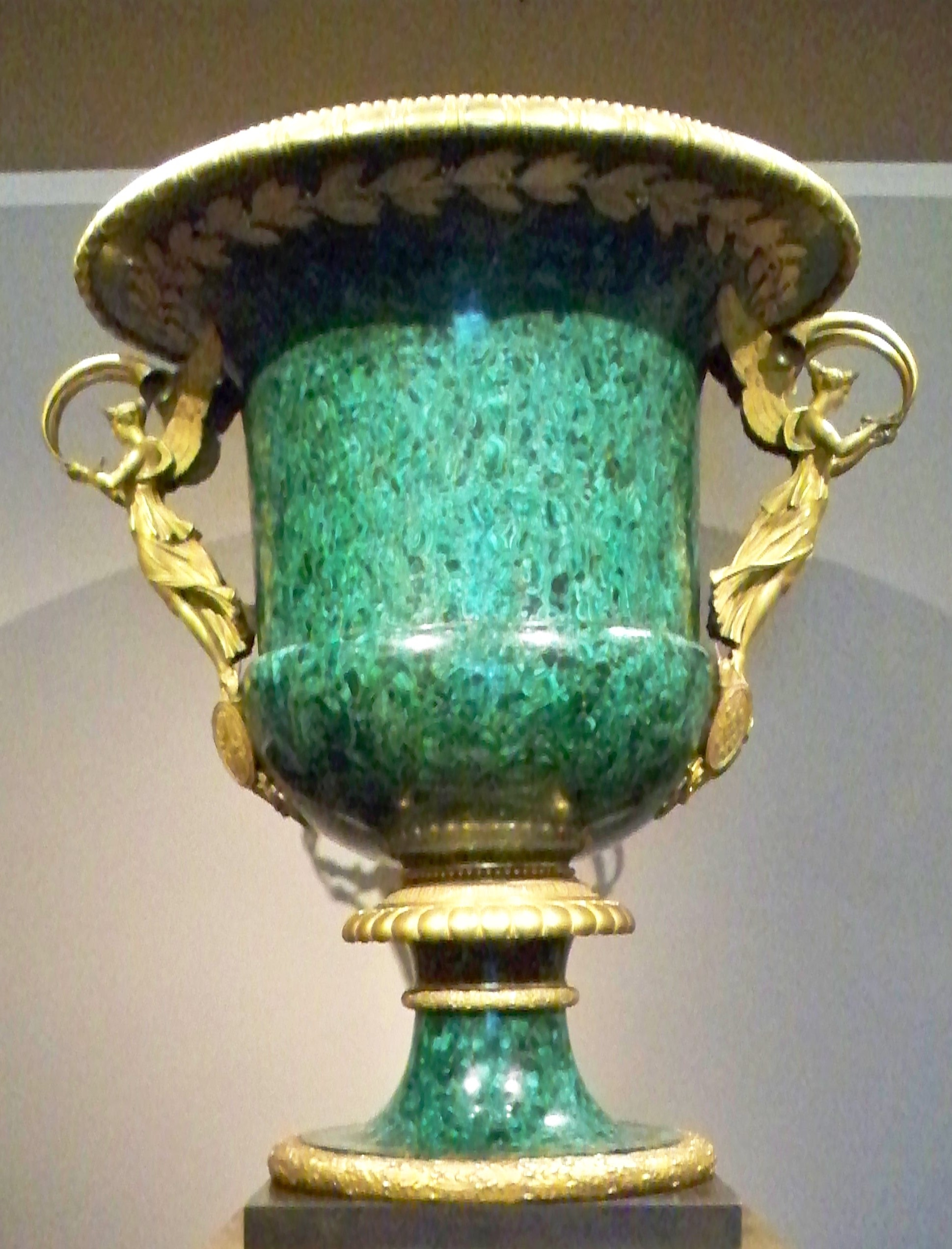
Le vase Demidoff, 1819.

| Auteur/mouvement           | Œuvre | Date | Lieu d' exposition                   |
| -------------------------- | --- | --- | ------------------------------------ |
| Antoine-Louis Barye        | Surtout de table : La Chasse du tigre acquis par Anatole Demidoff | | Walters Art Museum                   |
| Pierre-Philippe Thomire    | Le vase Demidoff style Empire, en placage de malachite monté en or moulu haut de 171,5 cm, commandé par Nicolas Demidoff | 1819 | New York, Metropolitan Museum of Art |
| Clodion                    | Urne monumentale, marbre, 131,5 × 97,1 cm acquis par Anatole Demidoff | 1782 | Washington, National Gallery of Art  |
| Clodion                    | Urne monumentale, marbre, 132 × 97 cm acquis par Anatole Demidoff | 1782 | Washington, National Gallery of Art  |
| Jean–Baptiste-Claude Odiot | Théière en argent, fabriquée pour Nicolas Demidoff | 1817-1820 |                                      |
| Jean–Baptiste-Claude Odiot | Service de style Empire, en vermeil, de 17 pièces fabriqué pour Nicolas Demidoff | 1817. Vendu aux enchères, par Christie's, à Londres, le 7 juillet 2011, pour 3,177 250 millions de livres sterling. |                                      |
| Ferdinand Barbedienne      | Paire de colonnes en placage de marbre labradorite, et bronze doré Socle en marbre rouge de Maremme (Breccia di Maremma), comportant les armoiries du prince Anatole Demidoff. Fabriquée pour la villa San Donato. Hauteur : 248,9 cm (collection particulière) | 1850 |                                      |

### Cartes
La collection a aussi compté de nombreux atlas et cartes de la Russie offerte à la Société de géographie en 1840.